# Neoterebra vinosa
Neoterebra vinosa é uma espécie de gastrópode do gênero Neoterebra, pertencente a família Terebridae.